# Trichodura sabroskyi
Trichodura sabroskyi är en tvåvingeart som beskrevs av Guimaraes 1972. Trichodura sabroskyi ingår i släktet Trichodura och familjen parasitflugor. Inga underarter finns listade i Catalogue of Life.